# Gotlandssvalting
Gotlandssvalting (Alisma lanceolatum) är en ört som växer i vatten. I Sverige är den vanlig på Öland och på Gotland. Den förekommer också på andra platser i södra Sverige, men endast sällsynt. 
Gotlandssvalting är nära släkt med svalting, men har bland annat spetsigare kronblad. 

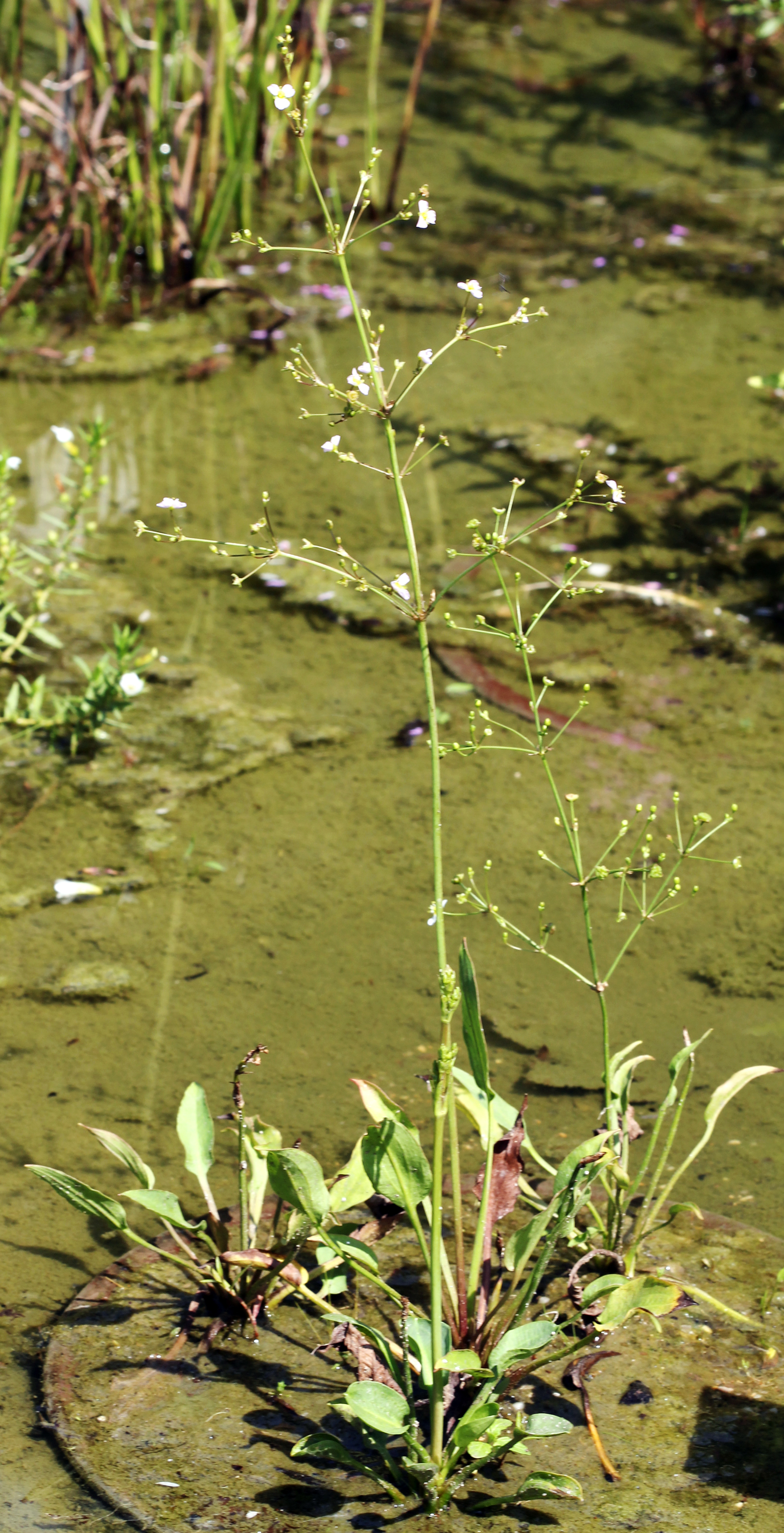
Alisma lanceolatum, Botanical garden UK, Prague